# Заблудовский район
Заблудовский район (бел. Заблудаўскі раён) — район, существовавший в Белостокской области Белорусской ССР в 1940—1944 годах. Центр — посёлок городского типа Заблудов.

## История
Заблудовский район был образован 15 января 1940 года на части территории упразднённого Белостокского уезда Белостокской области Указом Президиума Верховного Совета СССР.
К 1 января 1941 года район включал посёлки городского типа Заблудов, Городок, Михалово и 11 сельсоветов.
В 1941—1944 годах территория района была оккупирована немецкими войсками.
20 сентября 1944 года Заблудовский район, как и большая часть территории всей Белостокской области, был передан из СССР в состав Польши.